# A Globalização e Seus Malefícios
A Globalização e seus malefícios (no original em inglês, Globalization and its discontents) é um livro escrito pelo Prêmio Nobel de Economia de 2001 Joseph Stiglitz. Foi publicado no Brasil em 2002 pela Editora Futura sob o ISBN 85-7413-121-0.

## Conteúdo
O autor relata alguns aspectos de sua experiência como conselheiro econômico do Governo Clinton e como economista-chefe do Banco Mundial, função que exerceu de 1997 a 2000. Críticas são feitas às condições de ajuda financeira estabelecidas pelo FMI, conhecidas como carta de intenções e  memorando técnico de entendimento.
Estas medidas exigidas buscam estabelecer um maior comprometimento do país que necessita de ajuda para que se crie condições em sua economia para honrar seus compromissos com os países que possui relações comerciais.

## Opiniões

### Positivas
Este livro penetrante e visionário explica as falhas da política econômica mundial. Graças a sua experiência na Casa Branca e no Banco Mundial, Joseph Stiglitz descreve com sensibilidade e conhecimento como as grandes instituições falharam em sua missão de ajudar os países em desenvolvimento. É um livro seminal que deve ser lido por qualquer pessoa que se interesse pelo futuro da economia mundial. George Soros.

### Negativas
Apesar de A Globalização e seus Malefícios ganhar muitos elogios, sua metodologia e assuntos chaves foram criticados por outros. Escrevendo à Revista de Estudos Libertarianos, Enrico Columbatto diz que Stiglitz, pretendendo não desafiar os princípios de mercado livre, desafia consistentemente a economia clássica e advoga políticas e soluções keynesianas para trazer uma distribuição mais consitente e "justa". Além do mais, ele argumente que Stiglitz nunca realmente define "globalização" e falha ao desenvolver sua tese com uma estrutura consistente, preferindo contar e recontar vários exemplos específicos de prática gestão de políticas ineficientes. Columbatto contrasta a visão de Stiglitz, que enfatiza a participação cada vez maior das estruturas governamentais, com a visão de Von Mises que a alternativa é "liberdade para escolher e descartar".
Daniel T. Griswold do Instituto Cato denomina o livro como "um execício desfigurado pelos preconceitos políticos e ânimo pessoal do autor". Griswold analise a proposição de Stiglitz "que protecionismo enriquece as nações que o praticam" e nota que "enquanto ele não está questionando o livre-comércio, Stiglitz fica disparando contra o livre fluxo de capital. O livro culpa a crise financeira do Leste Asiático quase que praticamente em único fator: liberalização da conta capital." Stiglitz demonstra esta crença ao "elogiar a economia malaia por ignorar o conselho do FMI... ao impor controles de capital para diminuir a fuga de fluxo de curto-prazo." Griswold também afirma que Sitglitz não dá eidência de que a Malásia foi recompensada por seus esforços. Ele contra-argumenta ao afirmar que o PIB da Malásia caiu muito mais do que outros países listados por Stiglitz, menos de 6,7% e "recuperou de forma muito devagar em 1999 e 2000, até mesmo quando não recorre aos controles de capital de Stiglitz". Griswold concluiu ao argumentar que Stiglitz "distorce a história dos Tigres Asiáticos" e, em relação às privatizações na Rússia, ele "ignora o fato que as reformas iniciais da Rússia eram tímidas e incompletas" e que o FMI com suas crenças em bail outs e taxas que não são influenciadas pelo mercado não é "o grande símbolo do fundamentalismo de livre mercado".
O FMI, por meio de Kenneth Rogoff, escreveu uma carta de resposta:

## Resenhas
- «Instituto de Economia da UFRJ» (PDF) - A Globalizacao e seus Malefícios: a promessa não cumprida de benefícios globais